# Ciclismo en los Juegos Olímpicos de Londres 2012 – BMX masculino
El evento de BMX masculino de ciclismo en los Juegos Olímpicos de Londres 2012 tuvo lugar entre el 8 al 10 de agosto en las pistas de BMX en el Velódromo de Londres.

## Horario
Todos los horarios están en Tiempo Británico (UTC+1)
| Fecha                          | Tiempo | Ronda               |
| ------------------------------ | ------ | ------------------- |
| Miércoles, 8 de agosto de 2012 | 15:00  | Clasificaciones     |
| Jueves, 9 de agosto de 2012    | 15:00  | Cuartos de final    |
| Viernes, 10 de agosto de 2012  | 16:40  | Semifinales y final |

## Clasificación
| Evento                             | Ranking por nación | Clasificados                                                                                     | Ciclistas por CON |
| ---------------------------------- | ------------------ | ------------------------------------------------------------------------------------------------ | ----------------- |
| Ranking UCI el 28/05/2012          | 1º al 5º           | Australia (AUS) · Estados Unidos (USA) · Francia (FRA) · Letonia (LAT) · Países Bajos (NED) ·    | 3                 |
| Ranking UCI el 28/05/2012          | 6º al 8º           | Colombia (COL) · Nueva Zelanda (NZL) · Alemania (GER) ·                                          | 2                 |
| Ranking UCI el 28/05/2012          | 9º al 11º          | Canadá (CAN) · Italia (ITA) · Argentina (ARG) ·                                                  | 1                 |
| Campeonato del Mundo de BMX 2012   | 1º al 6º           | Sudáfrica (RSA) · Suiza (SUI) · Bélgica (BEL) · Filipinas (PHI) · Brasil (BRA) · Dinamarca (DEN) | 1                 |
| Anfitrión                          | 1                  | Reino Unido (GBR)                                                                                | 1                 |
| Reasignación de cuota no utilizada | 1                  | Ecuador (ECU)                                                                                    | 1                 |
| Total                              |                    |                                                                                                  | 32                |

## Resultados
| Rank | Nombre                       | Tiempo | Notas |
| ---- | ---------------------------- | ------ | ----- |
| 1    | Raymon van der Biezen (NED)  | 37.779 |       |
| 2    | Joris Daudet (FRA)           | 38.221 |       |
| 3    | Twan van Gendt (NED)         | 38.339 |       |
| 4    | Connor Fields (USA)          | 38.431 |       |
| 5    | Andrés Jiménez Caicedo (COL) | 38.445 |       |
| 6    | Sam Willoughby (AUS)         | 38.496 |       |
| 7    | Nicholas Long (USA)          | 38.601 |       |
| 8    | Renato Rezende (BRA)         | 38.628 |       |
| 9    | Quentin Caleyron (FRA)       | 38.637 |       |
| 10   | Marc Willers (NZL)           | 38.687 |       |
| 11   | Māris Štrombergs (LAT)       | 38.697 |       |
| 12   | Liam Phillips (GBR)          | 38.719 |       |
| 13   | Rihards Veide (LAT)          | 38.753 |       |
| 14   | Carlos Oquendo (COL)         | 38.775 |       |
| 15   | David Herman (USA)           | 38.955 |       |
| 16   | Kurt Pickard (NZL)           | 39.057 |       |
| 17   | Khalen Young (AUS)           | 39.304 |       |
| 18   | Manuel de Vecchi (ITA)       | 39.385 |       |
| 19   | Luis Brethauer (GER)         | 39.431 |       |
| 20   | Tory Nyhaug (CAN)            | 39.515 |       |
| 21   | Jelle van Gorkom (NED)       | 39.529 |       |
| 22   | Brian Kirkham (AUS)          | 39.610 |       |
| 23   | Roger Rinderknecht (SUI)     | 39.618 |       |
| 24   | Emilio Falla (ECU)           | 39.737 |       |
| 25   | Morten Therkildsen (DEN)     | 39.738 |       |
| 26   | Ernesto Pizarro (ARG)        | 39.765 |       |
| 27   | Arnaud Dubois (BEL)          | 39.772 |       |
| 28   | Moana Moo Caille (FRA)       | 40.015 |       |
| 29   | Maik Baier (GER)             | 40.231 |       |
| 30   | Sifiso Nhlapo (RSA)          | 40.788 |       |
| 31   | Daniel Caluag (PHI)          | 40.900 |       |
| –    | Edžus Treimanis (LAT)        |        | DNF   |

### Cuartos de final

#### Serie 1
| Rank | Nombre                      | 1 carrera  | 2 carrera  | 3 carrera    | 4 carrera  | 5 carrera    | Total | Notas |
| ---- | --------------------------- | ---------- | ---------- | ------------ | ---------- | ------------ | ----- | ----- |
| 1    | Raymon van der Biezen (NED) | 37.974 (1) | 38.269 (1) | 38.392 (1)   | Avanzó     | Avanzó       | 3     | Q     |
| 2    | Edžus Treimanis (LAT)       | 40.130 (4) | 52.014 (6) | 38.572 (2)   | Avanzó     | Avanzó       | 12    | Q     |
| 3    | Quentin Caleyron (FRA)      | 42.560 (7) | 41.336 (5) | 1:04.609 (5) | 39.162 (1) | 38.489 (1)   | 19    | q     |
| 4    | Khalen Young (AUS)          | DNF (8)    | 39.189 (2) | 39.456 (3)   | 39.484 (2) | 1:04.756 (4) | 19    | q     |
| 5    | Morten Therkildsen (DEN)    | 40.789 (6) | 39.788 (4) | 39.896 (4)   | 40.160 (4) | 39.104 (2)   | 20    |       |
| 6    | Emilio Falla (ECU)          | 39.602 (3) | DNF (8)    | 1:31.130 (6) | 39.756 (3) | 41.793 (3)   | 23    |       |
| 7    | Kurt Pickard (NZL)          | 40.200 (5) | 39.539 (3) | DNF (7)      | DNS (8)    | DNS (8)      | 31    |       |
| 8    | Renato Rezende (BRA)        | 38.343 (2) | DNF (8)    | DNS (10)     | DNS (8)    | DNS (8)      | 36    |       |

#### Serie 2
| Rank | Nombre                       | 1 carrera  | 2 carrera    | 3 carrera  | 4 carrera  | 5 carrera    | Total | Notas |
| ---- | ---------------------------- | ---------- | ------------ | ---------- | ---------- | ------------ | ----- | ----- |
| 1    | Connor Fields (USA)          | 37.721 (1) | 38.350 (1)   | 38.025 (1) | Avanzó     | Avanzó       | 3     | Q     |
| 2    | Liam Phillips (GBR)          | 38.072 (2) | 38.625 (2)   | 38.301 (2) | Avanzó     | Avanzó       | 6     | Q     |
| 3    | Andrés Jiménez Caicedo (COL) | 38.753 (4) | 39.208 (3)   | 38.865 (4) | 38.581 (1) | 44.026 (5)   | 17    | q     |
| 4    | Rihards Veide (LAT)          | 39.489 (6) | 39.416 (4)   | 38.609 (3) | 39.508 (4) | 39.110 (2)   | 19    | q     |
| 5    | Tory Nyhaug (CAN)            | 38.610 (3) | 1:03.089 (7) | 39.949 (6) | 39.503 (3) | 38.808 (1)   | 20    |       |
| 6    | Moana Moo Caille (FRA)       | 39.191 (5) | 39.560 (5)   | 39.512 (5) | 38.705 (2) | 1:30.608 (6) | 23    |       |
| 7    | Jelle van Gorkom (NED)       | 39.691 (7) | 1:37.793 (8) | 42.707 (8) | 40.419 (5) | 40.096 (3)   | 31    |       |
| 8    | Maik Baier (GER)             | 40.558 (8) | 56.453 (6)   | 40.541 (7) | 46.131 (6) | 41.109 (4)   | 31    |       |

#### Serie 3
| Rank | Nombre                   | 1 carrera    | 2 carrera  | 3 carrera  | 4 carrera  | 5 carrera  | Total | Notas |
| ---- | ------------------------ | ------------ | ---------- | ---------- | ---------- | ---------- | ----- | ----- |
| 1    | Marc Willers (NZL)       | 40.558 (1)   | 38.879 (2) | 38.467 (1) | Avanzó     | Avanzó     | 4     | Q     |
| 2    | Joris Daudet (FRA)       | 54.108 (4)   | 38.789 (1) | 38.644 (2) | Avanzó     | Avanzó     | 7     | Q     |
| 3    | David Herman (USA)       | DNF (8)      | 39.400 (3) | 39.373 (4) | 38.319 (1) | 39.005 (2) | 18    | q     |
| 4    | Roger Rinderknecht (SUI) | 54.108 (3)   | 39.901 (5) | 39.209 (3) | 39.844 (4) | 39.453 (3) | 18    | q     |
| 5    | Nicholas Long (USA)      | 1:46.734 (7) | 39.533 (4) | 39.379 (5) | 38.383 (2) | 38.428 (1) | 19    |       |
| 6    | Ernesto Pizarro (ARG)    | 1:20.748 (6) | 40.179 (6) | 39.905 (7) | 38.799 (3) | 40.141 (4) | 26    |       |
| 7    | Manuel de Vecchi (ITA)   | 53.365 (2)   | 41.499 (8) | 50.728 (8) | 40.342 (6) | 40.261 (5) | 29    |       |
| 8    | Daniel Caluag (PHI)      | 1:02.086 (5) | 40.763 (7) | 39.902 (6) | 40.342 (5) | 40.380 (6) | 29    |       |

#### Serie 4
| Rank | Nombre                 | 1 carrera  | 2 carrera  | 3 carrera  | 4 carrera    | 5 carrera  | Total | Notas |
| ---- | ---------------------- | ---------- | ---------- | ---------- | ------------ | ---------- | ----- | ----- |
| 1    | Twan van Gendt (NED)   | 38.094 (1) | 38.190 (2) | 38.402 (4) | Avanzó       | Avanzó     | 7     | Q     |
| 2    | Māris Štrombergs (LAT) | 38.359 (2) | 40.353 (5) | 37.738 (1) | Avanzó       | Avanzó     | 8     | Q     |
| 3    | Sam Willoughby (AUS)   | 40.250 (4) | 37.856 (1) | 38.200 (3) | 38.840 (2)   | 59.499 (6) | 16    | q     |
| 4    | Carlos Oquendo (COL)   | DNF (8)    | 39.148 (4) | 37.976 (2) | 1:23.505 (6) | 38.167 (1) | 21    | q     |
| 5    | Luis Brethauer (GER)   | 43.391 (6) | 39.108 (3) | 39.435 (5) | 40.134 (4)   | 38.973 (4) | 22    |       |
| 6    | Arnaud Dubois (BEL)    | 40.179 (3) | 51.285 (8) | 40.003 (7) | 39.564 (3)   | 38.620 (3) | 24    |       |
| 7    | Brian Kirkham (AUS)    | 59.988 (7) | 48.026 (7) | 40.519 (8) | 38.158 (1)   | 38.475 (2) | 25    |       |
| 8    | Sifiso Nhlapo (RSA)    | 41.773 (5) | 40.539 (6) | 39.653 (6) | 40.377 (5)   | 39.835 (5) | 27    |       |

### Semifinales

#### Semifinal 1
| Rank | Nombre                       | 1 carrera    | 2 carrera  | 3 carrera  | Total | Notas |
| ---- | ---------------------------- | ------------ | ---------- | ---------- | ----- | ----- |
| 1    | Connor Fields (USA)          | 51.791 (4)   | 37.885 (1) | 37.736 (1) | 6     | Q     |
| 2    | Raymon van der Biezen (NED)  | 38.372 (1)   | 38.046 (2) | 38.948 (5) | 8     | Q     |
| 3    | Liam Phillips (GBR)          | 38.770 (2)   | 38.179 (3) | 38.509 (4) | 9     | Q     |
| 4    | Andrés Jiménez Caicedo (COL) | 40.730 (3)   | 38.882 (6) | 38.490 (3) | 12    | Q     |
| 5    | Edžus Treimanis (LAT)        | 51.856 (5)   | 39.125 (7) | 37.926 (2) | 14    |       |
| 6    | Quentin Caleyron (FRA)       | DNF (8)      | 38.392 (4) | 40.265 (6) | 18    |       |
| 7    | Rihards Veide (LAT)          | 53.670 (6)   | 38.640 (5) | 48.466 (7) | 18    |       |
| 8    | Khalen Young (AUS)           | 1:40.272 (7) | 45.520 (8) | DNS (10)   | 25    |       |

#### Semifinal 2
| Rank | Nombre                   | 1 carrera    | 2 carrera  | 3 carrera    | Total | Notas |
| ---- | ------------------------ | ------------ | ---------- | ------------ | ----- | ----- |
| 1    | Sam Willoughby (AUS)     | 38.059 (1)   | 37.542 (1) | 38.506 (3)   | 5     | Q     |
| 2    | Twan van Gendt (NED)     | 44.742 (5)   | 37.798 (2) | 38.046 (1)   | 8     | Q     |
| 3    | Māris Štrombergs (LAT)   | 41.856 (4)   | 37.995 (4) | 38.088 (2)   | 10    | Q     |
| 4    | Carlos Oquendo (COL)     | 39.236 (2)   | 37.542 (5) | 38.811 (4)   | 11    | Q     |
| 5    | David Herman (USA)       | 40.277 (3)   | 38.954 (6) | 48.205 (6)   | 15    |       |
| 6    | Joris Daudet (FRA)       | 45.702 (6)   | 37.990 (3) | 2:05.214 (7) | 16    |       |
| 7    | Roger Rinderknecht (SUI) | 52.320 (7)   | 40.070 (7) | 43.021 (5)   | 19    |       |
| 8    | Marc Willers (NZL)       | 1:34.759 (8) | 42.269 (8) | DNS (10)     | 26    |       |

### Final
| Rank              | Nombre                       | Tiempo   |
| ----------------- | ---------------------------- | -------- |
| Medalla de oro    | Māris Štrombergs (LAT)       | 37.576   |
| Medalla de plata  | Sam Willoughby (AUS)         | 37.929   |
| Medalla de bronce | Carlos Oquendo (COL)         | 38.251   |
| 4                 | Raymon van der Biezen (NED)  | 38.492   |
| 5                 | Twan van Gendt (NED)         | 44.744   |
| 6                 | Andrés Jiménez Caicedo (COL) | 53.377   |
| 7                 | Connor Fields (USA)          | 1:03.033 |
| 8                 | Liam Phillips (GBR)          | 2:11.918 |